# Takayus linimaculatus
Espèce
Synonymes
- Theridion linimaculatum Zhu, 1998

Takayus linimaculatus est une espèce d'araignées aranéomorphes de la famille des Theridiidae.

## Distribution
Cette espèce est endémique du Hubei en Chine,.

## Publication originale
- Zhu, 1998 : Fauna Sinica: Arachnida: Araneae: Theridiidae. Science Press, Beijing, p. 1-436.